# Йоргенсен, Скотт
Скотт Роджер Йоргенсен (англ. Scott Roger Jorgensen; род. 17 сентября 1982, Пейсон, Юта, США) — американский боец смешанного стиля, представитель легчайшей и наилегчайшей весовых категорий. Выступал на профессиональном уровне в период 2006—2015 годов, известен по участию в турнирах бойцовских организаций UFC и WEC, где был претендентом на титул чемпиона в легчайшем весе.

## Биография
Скотт Йоргенсен родился 17 сентября 1982 года в городе Пейсон (штат Юта). Детство провёл на Аляске и в Айдахо, в возрасте пяти лет начал серьёзно заниматься борьбой. Во время учёбы в старшей школе в Бойсе дважды побеждал на чемпионате штата по борьбе и дважды становился финалистом. Продолжил карьеру борца и в Университете штата Айдахо в Бойсе, выступал в первом дивизионе Национальной ассоциации студенческого спорта, трижды выигрывал конференцию Pac-10. С юных лет страдает от витилиго.

### Начало профессиональной карьеры
Дебютировал в смешанных единоборствах на профессиональном уровне в июне 2006 года, с помощью рычага локтя заставил своего соперника сдаться в первом же раунде. Дрался в небольших американских промоушенах X-Fighting Championships и Alaska Fighting Championships, отметился победой на турнире ShoXC.

### World Extreme Cagefighting
Имея в послужном списке четыре победы и только одно поражение, Йоргенсен привлёк к себе внимание крупной американской организации World Extreme Cagefighting и в феврале 2008 года дебютировал здесь, уступив единогласным решением судей Дамасио Пейджу.
В дальнейшем взял верх над такими бойцами как Кэндзи Осава, Фрэнк Гомес, Ной Томас, Такэя Мидзугаки, Чед Джордж и Брэд Пикетт, в том числе дважды зарабатывал бонус за лучший бой вечера. Дважды встречался в клетке с Антонио Баньюэлосом, один раз проиграл ему спорным раздельным решением, во втором уверенно выиграл по очкам.
Благодаря череде удачных выступлений удостоился права оспорить титул чемпиона в легчайшем весе, который на тот момент принадлежал Доминику Крусу — при этом на кону также стоял титул чемпиона Ultimate Fighting Championship, поскольку организация WEC в то время уже была поглощена своим более крупным конкурентом, и данный турнир являлся последним. В итоге бой продлился все отведённые пять раундов, Крус выиграл единогласным судейским решением и сохранил за собой чемпионское звание.

### Ultimate Fighting Championship
Когда в октябре 2010 года организация WEC прекратила своё существование, все сильнейшие бойцы оттуда автоматически перешли на контракт в UFC, в том числе перешёл и Йоргенсен.
В 2011 году начал карьеру в организации с побед над Кеном Стоуном и Джеффом Карреном, но затем последовали поражения от Ренана Барана и Эдди Уайнленда. Также в декабре 2012 года он одержал победу над Джоном Албертом, получив награды за лучший приём вечера и лучший бой вечера.
В период 2013—2015 годов его результаты резко пошли на спад, из семи проведённых поединков он сумел выиграть только один, по очкам победил Дэнни Мартинеса. Йоргенсен пробовал спуститься в наилегчайшую весовую категорию, но это решение не принесло ему успеха, в одном из поединков он провалил взвешивание и вернулся в легчайший вес.
После поражения техническим нокаутом от мексиканца Алехандро Переса и полученной травмы лодыжки в феврале 2016 года был уволен из организации, и с тех пор больше не выступал в ММА.

## Статистика в профессиональном ММА
| Боёв 29  | Побед 14 | Поражений 15 |
| -------- | -------- | ------------ |
| Нокаутом | 2        | 1            |
| Сдачей   | 5        | 5            |
| Решением | 7        | 9            |

| Результат | Рекорд | Соперник          | Способ                     | Турнир                                      | Дата            | Раунд | Время | Место                    | Примечание                                                 |
| --------- | ------ | ----------------- | -------------------------- | ------------------------------------------- | --------------- | ----- | ----- | ------------------------ | ---------------------------------------------------------- |
| Поражение | 15-12  | Алехандро Перес   | TKO (травма лодыжки)       | The Ultimate Fighter Latin America 2 Finale | 21 ноября 2015  | 2     | 4:26  | Монтеррей, Мексика       |                                                            |
| Поражение | 15-11  | Манвел Гамбурян   | Единогласное решение       | UFC Fight Night: Mir vs. Duffee             | 15 июля 2015    | 3     | 5:00  | Сан-Диего, США           | Вернулся в легчайший вес.                                  |
| Поражение | 15-10  | Вилсон Рейс       | Сдача (треугольник руками) | UFC 179                                     | 25 октября 2014 | 1     | 3:28  | Рио-де-Жанейро, Бразилия | Бой в промежуточном весе 58,1 кг; Йоргенсен не сделал вес. |
| Победа    | 15-9   | Дэнни Мартинес    | Единогласное решение       | UFC Fight Night: Henderson vs. Khabilov     | 7 июня 2014     | 3     | 5:00  | Альбукерке, США          | Бой вечера.                                                |
| Поражение | 14-9   | Жусиер Формига    | Сдача (удушение сзади)     | UFC Fight Night: Shogun vs. Henderson 2     | 23 марта 2014   | 1     | 3:07  | Натал, Бразилия          |                                                            |
| Поражение | 14-8   | Зак Маковски      | Единогласное решение       | UFC on Fox: Johnson vs. Benavidez 2         | 14 декабря 2013 | 3     | 5:00  | Сакраменто, США          | Дебют в наилегчайшем весе.                                 |
| Поражение | 14-7   | Юрайя Фейбер      | Сдача (удушение сзади)     | The Ultimate Fighter 17 Finale              | 13 апреля 2013  | 4     | 3:16  | Лас-Вегас, США           |                                                            |
| Победа    | 14-6   | Джон Алберт       | Сдача (удушение сзади)     | UFC on Fox: Henderson vs. Diaz              | 8 декабря 2012  | 1     | 4:59  | Сиэтл, США               | Приём вечера. Бой вечера.                                  |
| Поражение | 13-6   | Эдди Уайнленд     | KO (удары руками)          | UFC on FX: Johnson vs. McCall               | 8 июня 2012     | 2     | 4:10  | Санрайз, США             | Бой вечера.                                                |
| Поражение | 13-5   | Ренан Баран       | Единогласное решение       | UFC 143                                     | 4 февраля 2012  | 3     | 5:00  | Лас-Вегас, США           |                                                            |
| Победа    | 13-4   | Джефф Каррен      | Единогласное решение       | UFC 137                                     | 29 октября 2011 | 3     | 5:00  | Лас-Вегас, США           |                                                            |
| Победа    | 12-4   | Кен Стоун         | KO (удары руками)          | The Ultimate Fighter 13 Finale              | 4 июня 2011     | 1     | 4:01  | Лас-Вегас, США           |                                                            |
| Поражение | 11-4   | Доминик Крус      | Единогласное решение       | WEC 53                                      | 16 декабря 2010 | 5     | 5:00  | Глендейл, США            | Бой за титул чемпиона WEC и UFC в легчайшем весе.          |
| Победа    | 11-3   | Брэд Пикетт       | Единогласное решение       | WEC 50                                      | 18 августа 2010 | 3     | 5:00  | Лас-Вегас, США           | Бой вечера.                                                |
| Победа    | 10-3   | Антонио Баньюэлос | Единогласное решение       | WEC 48                                      | 24 апреля 2010  | 3     | 5:00  | Сакраменто, США          |                                                            |
| Победа    | 9-3    | Чед Джордж        | Сдача (гильотина)          | WEC 47                                      | 6 марта 2010    | 1     | 0:31  | Колумбус, США            |                                                            |
| Победа    | 8-3    | Такэя Мидзугаки   | Единогласное решение       | WEC 45                                      | 19 декабря 2009 | 3     | 5:00  | Лас-Вегас, США           | Бой вечера.                                                |
| Победа    | 7-3    | Ной Томас         | TKO (удары)                | WEC 43                                      | 10 октября 2009 | 1     | 3:13  | Сан-Антонио, США         |                                                            |
| Поражение | 6-3    | Антонио Баньюэлос | Раздельное решение         | WEC 41                                      | 7 июня 2009     | 3     | 5:00  | Сакраменто, США          |                                                            |
| Победа    | 6-2    | Фрэнк Гомес       | Сдача (гильотина)          | WEC 38                                      | 25 января 2009  | 1     | 1:09  | Сан-Диего, США           |                                                            |
| Победа    | 5-2    | Кэндзи Осава      | Единогласное решение       | WEC 35                                      | 3 августа 2008  | 3     | 5:00  | Лас-Вегас, США           |                                                            |
| Поражение | 4-2    | Дамасио Пейдж     | Единогласное решение       | WEC 32                                      | 13 февраля 2008 | 3     | 5:00  | Рио-Ранчо, США           |                                                            |
| Победа    | 4-1    | Крис Дэвид        | Единогласное решение       | ShoXC: Elite Challenger Series              | 27 июля 2007    | 3     | 5:00  | Санта-Йнез, США          |                                                            |
| Победа    | 3-1    | Тайлер Тонер      | Единогласное решение       | ROF 29: Aftershock                          | 28 апреля 2007  | 3     | 5:00  | Боулдер, США             |                                                            |
| Поражение | 2-1    | Джо Джессиер      | Сдача (рычаг локтя)        | ROF 26: Relentless                          | 9 сентября 2006 | 1     | 1:08  | Колорадо-Спрингс, США    |                                                            |
| Победа    | 2-0    | Луи Лагунсад      | Сдача (скручивание пятки)  | ROF 25: Overdrive                           | 29 июля 2006    | 1     | 1:43  | Боулдер, США             |                                                            |
| Победа    | 1-0    | Майк Моррис       | Сдача (рычаг локтя)        | Alaska Fighting Championship 24             | 15 июня 2006    | 1     | 1:31  | Джуно, США               |                                                            |